# جورج دبليو. والاس
جورج دبليو. والاس (بالإنجليزية: George W. Wallace)‏ هو ضابط أمريكي، ولد في 25 مايو 1872 في فورت رايلي في الولايات المتحدة، وتوفي في 22 مايو 1946.